# 修山镇
修山镇，是中华人民共和国湖南省益阳市桃江县下辖的一个乡镇级行政单位。

## 行政区划
修山镇下辖以下地区：
修山社区、邹家湾社区、连盆嘴村、麻竹垸村、洪山村、舒塘村、修山村、八都村、三官桥村、九都村、花桥港村、康家冲村和月明山村。